# 本田武史
本田 武史（ほんだ たけし、ラテン文字：Takeshi Honda、1981年3月23日 - ）は、日本の元フィギュアスケート（男子シングル）選手。現在はプロスケーター、スケートコーチ、解説者、スポーツコメンテーターなどで活動中。既婚、3児の父。マネジメント契約先はスポーツビズ。
主な競技実績として、2002年・2003年世界選手権2大会連続3位（銅メダル獲得）、2002年ソルトレークシティオリンピック4位入賞、1998年長野オリンピック代表（15位）、1999年四大陸選手権優勝、全日本選手権通算6回優勝など。

## 人物
1981年3月23日、福島県郡山市昭和町で、本田家の次男として生まれる。東北高等学校卒業後、法政大学通信教育部法学部中退。現在はIMG（2019年3月まで）のち、スポーツビズとマネージメント契約。
1998年長野オリンピック後、トロントに在住。現役引退後、髙橋大輔のコーチである長光歌子に誘われて2006年に帰国。2007年8月29日、大阪府出身で1歳年上の女性と結婚、2008年春に長女が誕生。現在は大阪府高槻市に住んでおり、関西大学アイスアリーナでスケートを教えている。
現役選手時代、鍵山正和に続いてプログラムに4回転ジャンプを組み込み始め、日本人選手として初めて競技会で成功させた。2003年四大陸選手権のフリースケーティングでは、2種類3度の4回転を成功させた。さらに、練習ではアクセルを除く5種類のジャンプで4回転を降りていたという。

## 経歴

### アマチュア時代
兄がスピードスケートを習っていたことがきっかけで、7歳からショートトラックを始める。1989年12月、郡山スケートクラブに入り、フィギュアスケートに転向。1990年に同クラブが閉鎖され、10月に仙台泉DLLクラブへ移る。毎週1回、宮城県仙台市のオレンジワン泉（現・アイスリンク仙台）に通うようになる。フィギュアスケートを始めて3年で3回転ジャンプを習得。進学を機に本格的に長久保裕コーチに師事するべく、母親と2人で仙台へ移り住み、リンクから徒歩圏の仙台市立七北田中学校に入学。

#### 長野オリンピック出場・15位
1993-1994シーズン、中学1年のときに出場した初めての国際大会トリグラフトロフィーノービスクラスで優勝。1994-1995シーズンの全日本ジュニア選手権で3回転アクセルに成功。翌1995-1996シーズン、ISUグランプリシリーズがまだなかった時代の世界大会であるドイツ・ネーベルホルン杯で日本史上2人目の優勝を達成。公式練習では4回転ジャンプに成功した。初のシニア大会NHK杯では4位。全日本ジュニア選手権で初優勝を果たし、世界ジュニア選手権では初出場ながら2位（優勝はロシアのアレクセイ・ヤグディン）。同シーズンの第64回全日本選手権では男子シングル選手として史上最年少の優勝を果たし、14歳の若さで日本のエースとして1996年世界選手権に初参戦、13位となった。
1996年4月、仙台市の東北高校に進学（同高校の1学年上に1998年長野オリンピック男子シングル日本代表の田村岳斗、1学年下に2006年トリノオリンピック女子シングル金メダリストの荒川静香、長野五輪ペア日本代表の荒井万里絵らがいる）。1996-1997シーズンからISUチャンピオンシリーズに参戦し、3大会に出場。第65回全日本選手権では2連覇を達成した（全日本選手権通算6回優勝）。1997年の世界選手権にも2年連続で出場して10位となり、長野オリンピックの男子シングル日本代表の出場枠「2」を確保した。1997年10月には早くも1998年長野オリンピック男子シングル日本代表に内定。同年11月のNHK杯時に、4回転ジャンプの着氷に失敗して右足首を痛める。長野オリンピック直前の同年12月より、米国に拠点を置いていたガリーナ・ズミエフスカヤに師事。第65回全日本選手権は怪我により欠場。
1998年2月の長野五輪男子シングルは、ショートプログラム（SP）のトリプルアクセルからコンビネーションの転倒失敗が響き18位と大きく出遅れ、フリースケーティングではやや挽回するも12位、総合で15位に終わった。続く1998年世界選手権で、予選競技会では自身初の4回転トウループに成功したが、SP・フリー共にジャンプミスが出て11位に留まった。

#### ソルトレークシティオリンピック出場・4位入賞
1998-1999シーズンはフリープログラムで『仮面の男』を演じ、NHK杯ではエフゲニー・プルシェンコに次いで、ISUグランプリシリーズ初の表彰台となる2位。1998年12月からはカナダのダグラス・リーのもとに拠点を移す。3度目の優勝を目指した第67回全日本選手権ではケガのためフリースケーティングを棄権したが、初めて開催された1999年四大陸選手権では前年の長野オリンピックメダリストらが出場する中、SP・フリースケーティングともに1位となり、17歳で初代王者に輝いた。
法政大学に進学した1999-2000シーズンはスケートカナダで3位となり、第68回全日本選手権では3年ぶり3度目の優勝を果たした。2000-2001シーズンには第69回全日本選手権で4度目の優勝を飾り、2001年四大陸選手権では2位となった。2001年世界選手権では総合5位入賞となり、前回の長野五輪同様に2002年ソルトレークシティオリンピックの男子シングル日本代表の出場枠「2」を獲得。
2001-2002シーズン、スケートアメリカ2位、NHK杯で五十嵐文男以来20年ぶりの日本男子優勝を果たし、日本人男子選手として初めてグランプリファイナルへ進出。グランプリファイナルでは5位だったものの、この結果によりソルトレイクシティ五輪の男子シングル代表に早々と内定した。ソルトレイクシティ五輪男子シングルでは、ショートプログラムで『ドン・キホーテ』の曲に合わせて、4回転トウループ-3回転トウループのコンビネーションジャンプと3回転アクセルを成功させ、アレクセイ・ヤグディンに次ぐ暫定2位につけた。フリースケーティングでは4回転トウループジャンプの着氷でステップアウトするミスがあり4位、総合でも4位入賞に下がり惜しくも五輪メダルを逃した。それでも、日本フィギュアスケート界において男子シングル種目の冬季五輪入賞は、本田が初めての達成者だった（それ迄は1964年インスブルック五輪で佐藤信夫の8位が最高だったが、当時の入賞者は6位迄だった）。

#### 世界選手権2大会連続3位入賞・銅メダル獲得
ソルトレイクシティ五輪から約1か月後、日本・長野で開催された2002年世界選手権では予選3位で通過。その後ショートプログラムおよびフリースケーティングでも3位となり、総合3位入賞を果たす。なお日本男子シングル選手としては、1977年世界選手権の佐野稔以来25年ぶり2人目となる念願の銅メダルを獲得した。
2002-2003シーズンは、それまで主に振付を依頼していたローリー・ニコルがティモシー・ゲーブルの振付を手掛けるようになったため、イメージチェンジも兼ねて振付師をカート・ブラウニングとニコライ・モロゾフに変えて臨んだ。グランプリシリーズのスケートカナダでは2種類の4回転ジャンプを取り入れて優勝。続くラリック杯は3位、NHK杯では2位となった。第71回全日本選手権では5度目の優勝を果たし、翌2003年に行われた冬季アジア大会でも優勝。2003年四大陸選手権ではフリースケーティングで2つの4回転トウループ（うち1つは4回転-3回転のコンビネーション）と1つの4回転サルコウを成功させ、技術点では2人、芸術点では3人の審査員から6.0（満点）の評価を受けて優勝。そして2003年世界選手権は前シーズンに続いて総合3位入賞。世界選手権において日本代表男子シングルの種目において、2年連続のメダル（銅）獲得は史上初の快挙で、女子の村主章枝とともに2年連続で日本人選手が銅メダルを獲得した。
2003-2004シーズンはGPシリーズのスケートアメリカ2位、スケートカナダで3位とともに表彰台に上がったが、その後練習中に右足首を故障し、その後第72回全日本選手権へは怪我が回復しないため欠場。2004年四大陸選手権には選出されたがSPのウォームアップ後に棄権した。
2004-2005シーズンの前半まで、試合に出られない日々が続いた。第73回全日本選手権では2年ぶり通算6度目の優勝を飾ったものの、同回が自身最後の優勝となった（全日本選手権男子シングルで優勝6回は、佐藤信夫の優勝10回に次ぐ史上2位）。2大会ぶり出場の2005年世界選手権では予選前日の公式練習中に左足首を捻挫。そのまま予選に臨むも、演技冒頭の4回転トウループでトウをついたときに激痛に見舞われ、回転不足のまま転倒。リンクに倒れたまま動けず、担架で運ばれたまま途中棄権となってしまう（同日本男子代表の髙橋大輔も総合15位に沈み、トリノオリンピックの男子シングル日本代表出場枠は「1」のみ）。
2005年10月27日、2005-2006シーズン限りで競技を引退することを表明。故障を抱えたままシーズンに臨んだが、髙橋大輔および織田信成といった若手の台頭でトリノ五輪男子シングル出場を逸し、24歳で迎えた第74回全日本選手権が現役最後の大会となった（同大会で5位の成績により、2006年四大陸選手権代表に選出されるも出場辞退）。

### プロ転向後
2006年2月のトリノ五輪終了後、同年3月4日に開催されたアイスショー「シアター･オン･アイス」のリンク上で、本田自らアマチュア引退とプロ転向を表明。ヴィクトール・ペトレンコに「プロの世界へようこそ」と歓迎された。
現在はプロスケーターとしてプリンスアイスワールドやチャンピオンズ・オン・アイスなどで活動する傍ら、2006-2007シーズンからは主にGPNHK杯と全日本選手権男子シングルの解説者も務めている。指導者としての活動も始め、2008-2009シーズンから浅田舞や澤田亜紀のコーチになったほか、髙橋大輔のジャンプ技術コーチとしてジャンプの指導も行っていた。
2010年2月の2010年バンクーバーオリンピックでは男子シングルとアイスダンス、2014年2月の2014年ソチオリンピックでは団体戦・男子シングルの実況解説を各担当。尚バンクーバー五輪男子シングルで3位・銅メダル獲得の髙橋大輔、ソチ五輪男子シングルで優勝・金メダル獲得の羽生結弦に対して、本田はそれぞれ祝福のコメントを述べていた。
2012年5月23日にリリースされたNHK東日本大震災復興応援ソング『花は咲く』（花は咲くプロジェクト）に、ボーカルとして参加している。同年10月5日には、荒川静香と共に日本で開催された第1回メダルウィナーズオープンに出場した（男子シングルの成績は4位）。
2019年3月末をもって、IMGとマネージメント契約を継続しないことを発表した。
2019年4月26日からスポーツマネジメント「スポーツビズ」と業務提携契約を締結。

## エピソード
中学校の頃、英語の授業が大嫌いで成績も悪かったが、海外の選手やコーチと交流するうちに英語の必要性に迫られ、真面目に勉強するようになった。その一環として『仮面の男』を何度も視聴しており、大会でもその劇中曲を流したことがある。このことは『基礎英語』のテキストの中で語ったエピソードであり、インタビューの最後の部分では「スケートを続けてきたことが、英語を勉強するきっかけとなった」と語っている。

## 主な戦績
| 大会/年            | 95-96 | 96-97 | 97-98 | 98-99 | 99-00 | 00-01 | 01-02 | 02-03 | 03-04 | 04-05    | 05-06 |
| ------------------ | ----- | ----- | ----- | ----- | ----- | ----- | ----- | ----- | ----- | -------- | ----- |
| 冬季オリンピック   |       |       | 15    |       |       |       | 4     |       |       |          |       |
| 世界選手権         | 13    | 10    | 11    | 6     | 10    | 5     | 3     | 3     |       | 予選棄権 |       |
| 四大陸選手権       |       |       |       | 1     | 5     | 2     | 2     | 1     | 棄権  |          | 辞退  |
| 全日本選手権       | 1     | 1     | 辞退  | 棄権  | 1     | 1     |       | 1     | 辞退  | 1        | 5     |
| GPファイナル       |       |       |       |       |       |       | 5     | 棄権  |       |          |       |
| GPNHK杯            | 4     | 9     | 6     | 2     | 6     | 4     | 1     | 2     |       | 7        | 9     |
| GPスケートカナダ   |       | 9     |       | 5     | 3     | 5     |       | 1     | 3     | 7        | 4     |
| GPスケートアメリカ |       | 6     | 7     |       |       |       | 2     |       | 2     |          |       |
| GPラリック杯       |       |       |       |       |       |       |       | 3     |       |          |       |
| GPスパルカッセン杯 |       |       |       |       |       |       | 5     |       |       |          |       |
| アジア冬季競技大会 |       |       |       |       |       |       |       | 1     |       |          |       |
| ネーベルホルン杯   | 1     |       |       |       |       |       |       |       |       |          |       |
| 世界Jr.選手権      | 2     |       |       |       |       |       |       |       |       |          |       |
| 全日本Jr.選手権    | 1     |       |       |       |       |       |       |       |       |          |       |

### 詳細
| 2009-2010 シーズン |                                    |    |          |        |
| 開催日             | 大会名                             | SP | FS       | 結果   |
| 2009年10月3日      | 2009年ジャパンオープン（さいたま） | -  | 6 109.58 | 3 団体 |

| 2007-2008 シーズン |                                    |    |          |        |
| 開催日             | 大会名                             | SP | FS       | 結果   |
| 2008年4月20日      | 2008年ジャパンオープン（さいたま） | -  | 5 114.70 | 1 団体 |

| 2005-2006 シーズン    |                                                          |         |          |          |
| 開催日                | 大会名                                                   | SP      | FS       | 結果     |
| 2006年5月14日         | 2006年ジャパンオープン（さいたま）                       | -       | 5 119.70 | 1 団体   |
| 2005年12月23日 - 25日 | 第74回全日本フィギュアスケート選手権（東京）             | 7 60.60 | 5 119.04 | 5 179.64 |
| 2005年12月1日 - 4日   | ISUグランプリシリーズ NHK杯（大阪）                      | 5 62.50 | 9 103.04 | 9 165.54 |
| 2005年10月27日 - 30日 | ISUグランプリシリーズ スケートカナダカ（セントジョンズ） | 3 67.92 | 4 123.88 | 4 191.80 |

| 2004-2005 シーズン    |                                                      |         |          |          |
| 開催日                | 大会名                                               | SP      | FS       | 結果     |
| 2005年3月14日 - 20日  | 2005年世界フィギュアスケート選手権（モスクワ）       | -       | -        | 予選棄権 |
| 2004年12月24日 - 26日 | 第73回全日本フィギュアスケート選手権（横浜）         | 2 70.50 | 1 129.36 | 1 199.86 |
| 2004年11月4日 - 7日   | ISUグランプリシリーズ NHK杯（名古屋）                | 5 64.10 | 8 118.74 | 7 182.84 |
| 2004年10月28日 - 31日 | ISUグランプリシリーズ スケートカナダ（ハリファクス） | 5 61.09 | 8 105.00 | 7 166.09 |

| 2003-2004 シーズン       |                                                      |         |          |          |
| 開催日                   | 大会名                                               | SP      | FS       | 結果     |
| 2003年10月30日 - 11月3日 | ISUグランプリシリーズ スケートカナダ（ミシサガ）     | 2 77.54 | 4 130.24 | 3 207.78 |
| 2003年10月23日 - 26日    | ISUグランプリシリーズ スケートアメリカ（レディング） | 4 62.65 | 1 136.62 | 2 199.27 |

| 2002-2003 シーズン     |                                                        |      |    |    |      |
| 開催日                 | 大会名                                                 | 予選 | SP | FS | 結果 |
| 2003年3月24日-30日     | 2003年世界フィギュアスケート選手権（ワシントンD.C.）   | 2    | 3  | 3  | 3    |
| 2003年2月10日-16日     | 2003年四大陸フィギュアスケート選手権（北京）           | -    | 2  | 1  | 1    |
| 2002年12月19日-22日    | 第71回全日本フィギュアスケート選手権（京都）           | -    | 1  | 1  | 1    |
| 2002年11月28日-12月1日 | ISUグランプリシリーズ NHK杯（京都）                    | -    | 1  | 2  | 2    |
| 2002年11月14日-17日    | ISUグランプリシリーズ ラリック杯（パリ）               | -    | 2  | 4  | 3    |
| 2002年10月30日-11月3日 | ISUグランプリシリーズ スケートカナダ（ケベックシティ） | -    | 2  | 1  | 1    |

| 2001-2002 シーズン     |                                                                |      |    |    |      |
| 開催日                 | 大会名                                                         | 予選 | SP | FS | 結果 |
| 2002年3月16日-24日     | 2002年世界フィギュアスケート選手権（長野）                     | 3    | 3  | 3  | 3    |
| 2002年2月9日-21日      | ソルトレークシティオリンピック（ソルトレイクシティ）           | -    | 2  | 4  | 4    |
| 2002年1月21日-27日     | 2002年四大陸フィギュアスケート選手権（全州）                   | -    | 5  | 1  | 2    |
| 2001年12月14日-16日    | 2001/2002 ISUグランプリファイナル（キッチナー）                | -    | 4  | 5  | 5    |
| 2001年12月14日-16日    | 2001/2002 ISUグランプリファイナル（キッチナー）                | -    | 4  | 5  | 5    |
| 2001年11月29日-12月2日 | ISUグランプリシリーズ NHK杯（熊本）                            | -    | 1  | 1  | 1    |
| 2001年11月8日-11日     | ISUグランプリシリーズ スパルカッセン杯（ゲルゼンキルヒェン）   | -    | 4  | 5  | 5    |
| 2001年10月24日-28日    | ISUグランプリシリーズ スケートアメリカ（コロラドスプリングス） | -    | 3  | 2  | 2    |

| 2000-2001 シーズン     |                                                            |      |    |    |      |
| 開催日                 | 大会名                                                     | 予選 | SP | FS | 結果 |
| 2001年3月17日-25日     | 2001年世界フィギュアスケート選手権（バンクーバー）         | 1    | 10 | 6  | 5    |
| 2001年2月7日-10日      | 2001年四大陸フィギュアスケート選手権（ソルトレイクシティ） | -    | 4  | 2  | 2    |
| 2000年12月8日-10日     | 第69回全日本フィギュアスケート選手権（長野）               | -    | 1  | 1  | 1    |
| 2000年11月28日-12月3日 | ISUグランプリシリーズ NHK杯（旭川）                        | -    | 7  | 4  | 4    |
| 2000年11月1日-5日      | ISUグランプリシリーズ スケートカナダ（ミシサガ）           | -    | 3  | 5  | 5    |

| 1999-2000 シーズン   |                                                      |      |    |    |      |
| 開催日               | 大会名                                               | 予選 | SP | FS | 結果 |
| 2000年3月26日-4月2日 | 2000年世界フィギュアスケート選手権（ニース）         | 5    | 17 | 5  | 10   |
| 2000年2月21日-27日   | 2000年四大陸フィギュアスケート選手権（大阪）         | -    | 6  | 4  | 5    |
| 1999年12月24日-26日  | 第69回全日本フィギュアスケート選手権（福岡）         | -    | 1  | 1  | 1    |
| 1999年12月2日-5日    | ISUグランプリシリーズ NHK杯（名古屋）                | -    | 8  | 6  | 6    |
| 1999年11月4日-7日    | ISUグランプリシリーズ スケートカナダ（セントジョン） | -    | 5  | 2  | 3    |

| 1998-1999 シーズン |                                                        |      |    |    |      |
| 開催日             | 大会名                                                 | 予選 | SP | FS | 結果 |
| 1999年3月21日-28日 | 1999年世界フィギュアスケート選手権（ヘルシンキ）       | 3    | 8  | 4  | 6    |
| 1999年2月21日-28日 | 1999年四大陸フィギュアスケート選手権（ハリファックス） | -    | 1  | 1  | 1    |
| 1999年1月15日-17日 | 第67回全日本フィギュアスケート選手権（横浜）           | -    | 4  | -  | 棄権 |
| 1998年12月2日-6日  | ISUグランプリシリーズ NHK杯（札幌）                    | -    | 3  | 2  | 2    |
| 1998年11月5日-8日  | ISUグランプリシリーズ スケートカナダ（カムループス）   | -    | 9  | 4  | 5    |

| 1997-1998 シーズン   |                                                        |      |    |    |      |
| 開催日               | 大会名                                                 | 予選 | SP | FS | 結果 |
| 1998年3月28日-4月5日 | 1998年世界フィギュアスケート選手権（ミネアポリス）     | 3    | 11 | 11 | 11   |
| 1998年2月8日-20日    | 長野オリンピック（長野）                               | -    | 18 | 12 | 15   |
| 1997年11月27日-30日  | ISUチャンピオンシリーズ NHK杯（長野）                  | -    | 3  | 7  | 6    |
| 1997年10月22日-26日  | ISUチャンピオンシリーズ スケートアメリカ（デトロイト） | -    | 9  | 6  | 7    |

## プログラム
| シーズン  | SP | FS | EX |
| --------- | --- | --- | --- |
| 2005-2006 | 映画『ロミオとジュリエット』サウンドトラック 作曲：ニーノ・ロータ 振付：ニコライ・モロゾフ                           | 歌劇『トスカ』 作曲：ジャコモ・プッチーニ 振付：ニコライ・モロゾフ | The Dirty Boogie by ブライアン・セッツァー 振付：カート・ブラウニング                                 |
| 2004-2005 | ピアノ協奏曲第1番 作曲：フレデリック・ショパン 振付：カート・ブラウニング                                            | ワルソー・コンチェルト 作曲：リチャード・アディンセル 振付：ニコライ・モロゾフレッドリボン by 鼓童 振付：カート・ブラウニング                                                               | The Dirty Boogie by ブライアン・セッツァー                                                            |
| 2003-2004 | 映画『ロミオとジュリエット』サウンドトラック 作曲：ニーノ・ロータ 振付：ニコライ・モロゾフ                           | ワルソー・コンチェルト 作曲：リチャード・アディンセル 振付：ニコライ・モロゾフ | Wherever You Will Go 作曲：The Calling                                                                |
| 2002-2003 | レイエンダ 演奏：ヴァネッサ・メイ 振付：カート・ブラウニング                                                         | ミュージカル『リバーダンス』より 作曲：Bill Whelan 振付：ニコライ・モロゾフ 映画『ハムナプトラ/失われた砂漠の都』サウンドトラック 作曲：ジェリー・ゴールドスミス 振付：ジョゼッペ・アリーナ | 映画『ムーラン・ルージュ』サウンドトラック 作曲：Steve SharplesWherever You Will Go 作曲：The Calling |
| 2001-2002 | ドン・キホーテ 作曲：レオン・ミンクス 振付：ローリー・ニコルシング・シング・シング 作曲：ルイ・プリマ、演奏：Barrage | アランフエス協奏曲 作曲：ホアキン・ロドリーゴ 振付：ローリー・ニコルキューバ狂詩曲 作曲：エルネスト・レクオーナ                                                                             | Bonzo's Montreux by レッド・ツェッペリン                                                              |
| 2000-2001 | ドン・キホーテ 作曲：レオン・ミンクス 振付：ローリー・ニコル                                                         | アランフエス協奏曲 作曲：ホアキン・ロドリーゴ 振付：ローリー・ニコル | Mambo Mambo by ルー・ベガ                                                                             |
| 1999-2000 | ヴァイオリン協奏曲 作曲：フェリックス・メンデルスゾーン 振付：リー＝アン・ミラー                                     | Rising Sun 『古事記』より 作曲：喜多郎 振付：リー＝アン・ミラー | I Could Not Ask For More by Edwin McCain                                                              |
| 1998-1999 | 映画『パニック・イン・スタジアム』サウンドトラック by Ernie AlbertDoop-Doop by Doop                                  | 映画『仮面の男』サウンドトラック 作曲：Nick Glennie-Smith 振付：ヴィクトール・ペトレンコ、ニーナ・ペトレンコ、ガリーナ・ズミエフスカヤ                                                      | 映画『天と地』サウンドトラック 作曲：喜多郎アイ・ビリーブ・アイ・キャン・フライ 作曲：R・ケリー       |
| 1997-1998 | オリジナル曲「Two Minute Warning」                                                                                   | 映画『エル・シド』サウンドトラック 作曲：ロージャ・ミクローシュ 振付：リー＝アン・ミラー | アイ・ビリーブ・アイ・キャン・フライ 作曲：R・ケリー                                                  |
| 1996-1997 | ティコ・ティコ | 『スウィング・キッズ』 振付：ロバート・ダウ | ブギ・ウギ・ビューグル・ボーイ                                                                        |

## 受賞
- 宮城県仙台市「賛辞の盾」
- 福島県郡山市「特別表彰」
- 日本スケート連盟「優秀賞」
- スケーター・オブ・ザ・イヤー「特別賞」
- 福島民友新聞社「みんゆう県民大賞」
- 東北運動記者会「第1回スポーツ大賞」

## テレビ出演
- バンクーバーオリンピック（2010年）、ソチオリンピック（2014年）、平昌オリンピック（2018年）、北京オリンピック（2022年）解説
- フジテレビ系列　全日本フィギュアスケート選手権解説（2006年 ~ ）、世界フィギュアスケート選手権解説（2006年 ~ ）
- NHK　NHK杯国際フィギュアスケート競技大会解説（2006年 ~ ）
- NHK Eテレテレビスポーツ教室 フィギュアスケート（2013年12月8日（第1回）・12月22日（第2回）・2014年1月5日（第3回）） - 講師